# 3756-os busz
A 3756-os jelzésű autóbuszvonal Miskolc (Diósgyőr), Varbó, Sajószentpéter és Kazincbarcika között húzódó regionális vonal, amelyet a MÁV Személyszállítási Zrt. üzemeltet.

## Útvonala
Az egyik ikonikus időket idéző, régebben nagy jelentőséggel bíró helyről indul, a Diósgyőri Gépgyár főkapujától. A létesítményt a megyeszékhelynek, Miskolcnak Diósgyőr-Vasgyár városrészén át hagyja el, a napjainkban is járó 2-es villamosok mentén. Elsőként egy nagyobbik közlekedési csomópontot ér el, az Újgyőri főteret, ami több helyijáratnak és a 2-es villamos végállomásának ad otthont, valamint ide csatlakozik be a Bánkút, a Répáshuta és az Eger felé közlekedő Volán-járatokhoz. Még a városrészen belül elágazik Lyukóbánya és Varbó irányába a 16-os helyijárattal együtt, a 2517-es mellékúton távozik Miskolcról.
Borsod-Abaúj-Zemplén megye egyik kevésbé fejlett, illetve szegényebbik régióján egyedüli buszvonalként vezet át a Bükkhát ezen részének lágy ölén. Jelentősebb elágazás csak az erdős szakaszon túl található, Barossaknához az esetek nagytöbbségében kitérést tesz. A Galya-patak folyása mentén halad be első településére, Parasznyára. A környék négy összenőtt településében a kiemelten jó fekvésű települést, Varbót minden alkalommal útvonalára fűzi (járatainak nagyrésze itt végállomásozik), majd a Pittypalatty-völgyben Radostyán következik. Időt nem pazarolva Kondó csak alig néhányszor kiszolgált a 3756-os buszok által, helyette a Harica-patak menti falvakat szolgálja ki, Sajókápolna és Sajólászlófalva határában halad el. 23 kilométer után a Sajó parti városba, Sajószentpéterre hajt be. Délnyugati részén indul neki, egyik-másik autóbusz a parasznyai elágazás nevet viselő jelzőlámpás-csomópontban végállomásozik.
Hétköznap kettő, szombatokon egy járatpár meghosszabbított útvonalon közlekedik. A 26-os főúton, párhuzamosan a Miskolc–Bánréve–Ózd-vasútvonallal ipari területen megy tovább, Berente község környékén, a régebben Borsodi Vegyi Kombinátnak, napjainkban BorsodChemnek nevezett vegyipari létesítménynek helyet adó gyárak sokasága határán. Az eddig kiemelkedően nagy forgalmat lebonyolító főúton (2023 végétől a 260-as főút vette át ennek szerepét) érkezik a megye harmadik legnagyobb városába, Kazincbarcikára. Elsőként a Szent Flórián téri buszállomást érinti, onnan a belvárosba hajt, keresztül a Jószerencsét úton, a városházája körül kórháza tövében is megáll, legvégül az Egressy Béni út végén fekvő helyi autóbusz-állomáson végállomásozik.
Ellentétes irányban egy munkanapi járat Miskolcon belül a Verseny utcai megállóig közlekedik.

## Közlekedése
Indításai minden nap történnek, Varbó és Miskolc-Diósgyőr között jó kapcsolatot nyújt a nap nagyrészében. Miskolcot, Sajószentpétert és Kazincbarcikát számos másik buszvonal szolgálja ki a 26-os főúton, illetve a Belvároson keresztül, Miskolcot és Varbót a 3754-es buszok kötik össze Sajószentpéteren át.

### Törzsjárművei
Kizárólag szóló járművek vesznek részt a vonalon, ezek közül Miskolcon, Sajószentpéteren, Kazincbarcikán és Varbón éjszakázó kocsik fordulnak elő.
- az FLZ-192 rendszámú Mercedes-Benz Conecto,
- a JHF-088 rendszámú Volvo Alfa Regio,
- az NTL-983 rendszámú Mercedes-Benz Intouro,
- az NWX-327 rendszámú Volvo 8700,
- az NZM-436 rendszámú Credo Econell 12,
- az RTR-838 rendszámú Credo Econell 12,
- az SEF-373 rendszámú Neoplan Tourliner autóbuszok.

| Viszonylat                                               | Indításszám     | Közlekedési rend          |
| -------------------------------------------------------- | --------------- | ------------------------- |
| Miskolc, DIGÉP főkapu – Varbó, emlékmű                   | 4 oda, 5 vissza | tanítási napokon          |
| Miskolc, DIGÉP főkapu – Varbó, emlékmű                   | 3 oda, 4 vissza | tanszünetben munkanapokon |
| Miskolc, DIGÉP főkapu – Varbó, emlékmű                   | 4 pár           | szabadnapokon             |
| Miskolc, DIGÉP főkapu – Varbó, emlékmű                   | 3 pár           | munkaszüneti napokon      |
| Miskolc, DIGÉP főkapu – Sajószentpéter, parasznyai elág. | 2 pár           | munkanapokon              |
| Miskolc, DIGÉP főkapu – Sajószentpéter, parasznyai elág. | 2 pár           | szabadnapokon             |
| Miskolc, DIGÉP főkapu – Sajószentpéter, parasznyai elág. | 3 pár           | munkaszüneti napokon      |
| Miskolc, DIGÉP főkapu – Kazincbarcika, aut. áll.         | 2 oda, 1 vissza | munkanapokon              |
| Miskolc, DIGÉP főkapu – Kazincbarcika, aut. áll.         | 1 pár           | szabadnapokon             |
| Kazincbarcika, aut. áll. ➝ Miskolc, Verseny u.           | 1 oda           | munkanapokon              |

## Megállóhelyei
| ∫                                                                                     | Miskolc, Verseny utca végállomás                                   | ∫       | 9 |
| 0                                                                                     | Miskolc, DIGÉP főkapu vonalközi végállomás                         | 0.0 km  | 9, 16, 39 3735 |
| 1                                                                                     | Miskolc, Lónyay Menyhért utca 3. (↓) Miskolc, Gózon Lajos utca (↑) | 0.6 km  | 9, 16, 19, 21, 29, 39, 53, 68, 101B 3701, 3735, 3755 2 |
| 2                                                                                     | Miskolc, Újgyőri főtér (↓)                                         | 1.6 km  | 1, 1G, 1VP, 6, 9, 16, 19, 21, 21G, 29, 39, 53, 54, 68, 101B, 901 1053, 1383 3753, 3755 1, 1A, 2 |
| 3                                                                                     | Miskolc, Újgyőri piac                                              | 2.1 km  | 1, 1G, 1VP, 6, 16, 53, 54, 901 1, 1A, 2 |
| 4                                                                                     | Miskolc, Annabánya bejárati út                                     | 3.6 km  | 16 |
| 5                                                                                     | Miskolc, Lyukóvölgy II. Sütőtanya                                  | 4.6 km  | 16 |
| 6                                                                                     | Miskolc, Lyukóvölgy Magyartanya                                    | 6.7 km  | 16 |
| 7                                                                                     | Miskolc (Lyukóbánya), fürdő                                        | 8.9 km  | 16 |
| 8                                                                                     | Barossaknai elágazás                                               | 14.5 km | |
| Munkanapokon 9; hétvégén 7 alkalommal érintett.                                       |                                                                    |         | |
| ∫                                                                                     | Barossakna, autóbusz-forduló                                       | ∫       | |
| 8                                                                                     | Barossaknai elágazás                                               | 14.5 km | |
| 9                                                                                     | Parasznya, varbói elágazás                                         | 15.5 km | 3754, 4049, 4050 |
| 10                                                                                    | Varbó, Dózsa György utca 83/b.                                     | 16.2 km | 3754, 4049, 4050 |
| 11                                                                                    | Varbó, Dózsa György utca 37.                                       | 16.6 km | 3754, 4049, 4050 |
| 12                                                                                    | Varbó, emlékmű vonalközi végállomás                                | 17.0 km | 3754, 4050 |
| 13                                                                                    | Varbó, Dózsa György utca 37.                                       | 17.4 km | 3754, 4049, 4050 |
| 14                                                                                    | Varbó, Dózsa György utca 83/b.                                     | 17.8 km | 3754, 4049, 4050 |
| 15                                                                                    | Parasznya, varbói elágazás                                         | 18.5 km | 3754, 4049, 4050 |
| 16                                                                                    | Parasznya, emlékmű                                                 | 18.8 km | 3754, 4049, 4050 |
| 17                                                                                    | Parasznya, orvosi rendelő                                          | 19.3 km | 3754, 4049, 4050 |
| 18                                                                                    | Parasznya, újtelep                                                 | 19.7 km | 3754, 4049, 4050 |
| 19                                                                                    | Radostyán, községháza                                              | 20.5 km | 3754, 4049, 4050 |
| Tanítási napokon 1; tanszünetben munkanapokon 2; szabadnapokon 1 alkalommal érintett. |                                                                    |         | |
| ∫                                                                                     | Kondó, Szabadság utca                                              | ∫       | 3754, 4049, 4050 |
| ∫                                                                                     | Kondó, autóbusz-forduló                                            | ∫       | 3754, 4049, 4050 |
| ∫                                                                                     | Kondó, Szabadság utca                                              | ∫       | 3754, 4049, 4050 |
| 20                                                                                    | Kondói elágazás                                                    | 21.3 km | 3754, 4049, 4050 |
| 21                                                                                    | Sajólászlófalva, Vörösmarty utca                                   | 22.3 km | 3754, 4049, 4050 |
| 22                                                                                    | Sajókápolna, Egressy utca                                          | 23.7 km | 3754, 4049, 4050 |
| 23                                                                                    | Sajószentpéter, Elzett-Certa bejárati út                           | 24.5 km | 3754, 4049, 4050 |
| 24                                                                                    | Sajószentpéter, Vörösmarty utca 68.                                | 25.9 km | 3754, 4049, 4050 |
| 25                                                                                    | Sajószentpéter, parasznyai elágazás vonalközi végállomás           | 26.7 km | 1369, 1384, 1410, 1411 3754, 3761, 3763, 3764, 3765, 3766, 3767, 3769, 3770, 3773, 4049, 4050, 4051, 4098 |
| 26                                                                                    | Sajószentpéter, Szabadságtelep                                     | 27.2 km | 3761, 3763, 3764, 3765, 3770, 3773, 4049, 4050, 4051 |
| 27                                                                                    | Berente, Bányagépjavító üzem                                       | 28.6 km | 3763, 3764, 3765, 3770, 3773, 4045, 4046, 4048, 4049, 4050, 4052, 4058, 4061, 4062, 4063, 4067, 4070, 4075, 4082 |
| 28                                                                                    | Berente, PVC gyár bejárati út                                      | 29.8 km | 1369, 1384, 1410, 1411 3763, 3764, 3765, 3766, 3767, 3769, 3770, 3773, 4045, 4046, 4047, 4048, 4050, 4052, 4058, 4061, 4062, 4063, 4067, 4070, 4075, 4081, 4082                                                                                           |
| 29                                                                                    | Kazincbarcika, BorsodChem IV. kapu                                 | 31.2 km | 1369, 1384 3763, 3764, 3765, 3770, 3773, 4045, 4046, 4047, 4048, 4050, 4052, 4058, 4061, 4062, 4063, 4067, 4070, 4075, 4081, 4082 |
| 30                                                                                    | Kazincbarcika, Volán-telep                                         | 32.2 km | 3763, 3764, 3765, 3770, 3773, 4045, 4046, 4047, 4048, 4050, 4052, 4058, 4061, 4062, 4063, 4067, 4070, 4075, 4081, 4082 |
| 31                                                                                    | Kazincbarcika, Szent Flórián tér autóbusz-váróterem                | 32.6 km | 1054, 1369, 1384, 1410, 1411 3763, 3764, 3765, 3766, 3767, 3769, 3770, 3772, 3773, 4040, 4041, 4043, 4044, 4045, 4046, 4047, 4048, 4050, 4052, 4058, 4059, 4061, 4062, 4063, 4065, 4066, 4067, 4069, 4070, 4075, 4079, 4080, 4081, 4082, 4083, 4084, 4194 |
| 32                                                                                    | Kazincbarcika, temető                                              | 33.5 km | 3763, 3764, 3765, 3766, 3767, 3770, 3772, 3773, 4040, 4041, 4043, 4044, 4046, 4047, 4048, 4050, 4052, 4059, 4063, 4065, 4066, 4067, 4069, 4070, 4075, 4080, 4082, 4083, 4084                                                                              |
| 33                                                                                    | Kazincbarcika, központi iskola                                     | 34.2 km | 3763, 3764, 3765, 3770, 3772, 3773, 4040, 4041, 4043, 4044, 4047, 4048, 4050, 4052, 4059, 4063, 4065, 4067, 4069, 4070, 4075, 4080, 4082, 4083, 4084 |
| 34                                                                                    | Kazincbarcika, városháza                                           | 34.6 km | 3 1369, 1384, 1410, 1411 3763, 3764, 3765, 3770, 3772, 3773, 4040, 4041, 4043, 4044, 4047, 4048, 4050, 4052, 4059, 4063, 4065, 4067, 4069, 4070, 4075, 4080, 4082, 4083, 4084                                                                             |
| 35                                                                                    | Kazincbarcika, kórház                                              | 35.0 km | 3 1054 3408, 3763, 3764, 3765, 3770, 3772, 3773, 4040, 4041, 4043, 4044, 4047, 4048, 4050, 4052, 4057, 4059, 4060, 4065, 4066, 4069, 4070, 4075, 4080, 4082, 4083, 4084, 4153                                                                             |
| 36                                                                                    | Kazincbarcika, Ifjúmunkás tér                                      | 35.4 km | 3 3408, 3763, 3764, 3765, 3770, 3772, 3773, 4040, 4041, 4043, 4044, 4047, 4048, 4050, 4052, 4057, 4059, 4060, 4065, 4066, 4069, 4070, 4075, 4080, 4082, 4083, 4084, 4153                                                                                  |
| 37                                                                                    | Kazincbarcika, autóbusz-állomás végállomás                         | 36.2 km | 3, 9 1054 3408, 3763, 3764, 3765, 3766, 3767, 3770, 3772, 3773, 4040, 4041, 4043, 4046, 4047, 4048, 4050, 4052, 4057, 4059, 4060, 4065, 4066, 4069, 4070, 4075, 4080, 4082, 4083, 4084, 4154                                                              |